# Corynoptera setosa
Corynoptera setosa är en tvåvingeart som beskrevs av Freeman 1983. Corynoptera setosa ingår i släktet Corynoptera och familjen sorgmyggor. Arten är reproducerande i Sverige. Inga underarter finns listade i Catalogue of Life.